# ويل جرير
ويل جرير (بالإنجليزية: Will Grier)‏ هو لاعب كرة قدم أمريكية أمريكي، ولد في 3 أبريل 1995 في دافيدسون في الولايات المتحدة.

## وصلات خارجية
- ويل جرير على موقع مرجع كرة القدم المحترفة.كوم (الإنجليزية)
- ويل جرير على موقع كلية كرة القدم في سبورتس رفرنس.كوم (الإنجليزية)